# Fatal Fury 2 - La sfida di Wolfgang Krauser
Fatal Fury 2 - La sfida di Wolfgang Krauser (バトルファイターズ餓狼伝説2?, Batoru Faitāzu Garou Densetsu 2) è uno speciale televisivo anime basato sul videogioco picchiaduro Fatal Fury 2, ed è il sequel del precedente speciale, Fatal Fury: La leggenda del lupo famelico. L'anime è stato diretto da Kazuhiro Furuhashi ed ancora una volta è caratterizzato dal character design di Masami Ōbari. Un adattamento in lingua inglese è stato prodotto dalla Viz Communications, mentre in italiano dalla Yamato Video, che lo ha pubblicato direttamente in VHS nel 1996 ed in seguito lo ha trasmesso il 23 luglio 2011 su Man-ga.

## Trama
Dopo aver sconfitto il pericoloso boss della criminalità Geese Howard, il leggendario combattente Terry Bogard deve vedersela con il potentissimo guerriero tedesco Wolfgang Krauser, che riesce ad avere la meglio su di lui. Abbattuto per l'inaspettata sconfitta, Terry inizia a vagabondare per il paese, sprecando la propria vita nei bar. Finché Terry non incontra un ragazzino di nome Tony che riuscirà a convincere Terry a tornare a combattere, sconfiggere le proprie paure ed infine ottenere la vittoria su Krauser.

## Personaggi e doppiatori
Il doppiaggio italiano è stato effettuato presso lo studio Coop. ADC in collaborazione con S.E.D.E. di Milano.
Nei titoli di coda il personaggio di Joe Higashi viene accreditato erroneamente a Claudio Ridolfo anziché a Gabriele Calindri che gli presta la voce nel film.
| Personaggio      | Doppiatore originale                          | Doppiatore italiano                        |
| ---------------- | --------------------------------------------- | ------------------------------------------ |
| Terry Bogard     | Kazukiyo Nishikiori                           | Patrizio Prata Dania Cericola (da bambino) |
| Wolfgang Krauser | Hirotaka Suzuoki Yasuhiro Takato (da bambino) | Marco Balzarotti Irene Scalzo (da bambino) |
| Andy Bogard      | Keiichi Nanba                                 | Claudio Moneta                             |
| Mai Shiranui     | Kotono Mitsuishi                              | Roberta Gallina Laurenti                   |
| Tony             | Masami Kikuchi                                | Simone D'Andrea                            |
| Geese Howard     | Hidekatsu Shibata Masaaki Ōkura (da bambino)  | Orlando Mezzabotta                         |
| Joe Higashi      | Jōji Yanami                                   | Gabriele Calindri                          |
| Lily McGuire     | Kikuko Inoue                                  | Dania Cericola                             |

## Colonna sonora
Sigla di chiusura
- CALLING (lett. "CHIAMANDO") cantata da ZI:KILL

## Accoglienza
Davide Landi di MangaForever lo ha classificato come il secondo migliore anime basato su videogiochi picchiaduro.